# Jan-Aül
Jan-Aül (en rus: Жан-Аул) és un poble (un possiólok) de l'óblast d'Astracan, a Rússia, segons el cens del 2013 tenia 941 habitants.